# A piedi nudi nel parco (serie televisiva)
A piedi nudi nel parco (Barefoot in the Park) è una serie televisiva statunitense in 12 episodi andati in onda per la prima volta nel corso di una sola stagione nel 1970 sulla rete ABC. È basata sul film omonimo con Robert Redford e Jane Fonda. 
La serie fu cancellata dopo il licenziamento in tronco dell'attore principale Scoey Mitchell per divergenze di opinioni con la produzione. Varie audizioni furono tenute per rimpiazzare l'attore protagonista ma la serie fu poi cancellata dopo soli 12 episodi. I membri del cast della serie erano prevalentemente neri, e la serie fu la prima sitcom televisiva americana dopo Amos 'n' Andy (1951-1953) ad avere un cast prevalentemente nero (Vito Scotti è stato l'unico protagonista bianco).

## Trama
Paul Bratter e sua moglie Corie sono una coppia di sposini di colore che vive in un piccolo appartamento di Manhattan. A farli visita spesso è la madre di lei, Mabel Bates.

## Personaggi
- Paul Bratter (12 episodi, 1970), interpretato da Scoey Mitchell.
- Corie Bratter (12 episodi, 1970), interpretata da Tracy Reed.
- Mabel Bates (12 episodi, 1970), interpretata da Thelma Carpenter.
- Honey Robinson (9 episodi, 1970), interpretato da Nipsey Russell.
- Mr. Kendricks (8 episodi, 1970), interpretato da Harry Holcombe.
- Mr. Velasquez (7 episodi, 1970), interpretato da Vito Scotti.
- Mrs. Kendricks (2 episodi, 1970), interpretata da Doris Packer.[4]

## Episodi
| Stagione       | Episodi | Prima TV originale |
| -------------- | ------- | ------------------ |
| Prima stagione | 12      | 1970               |